# Claudius-Mühle
Die Claudius-Mühle war eine Wassermühle in Reinfeld (Holstein), die von dem aufgestauten Herrenteich angetrieben wurde. Ihre erste Erwähnung geht auf das Jahr 1235 zurück. Über mehr als 700 Jahre verfügte Reinfeld über eine Getreidemühle, bis ihr Betrieb 1996 eingestellt wurde.

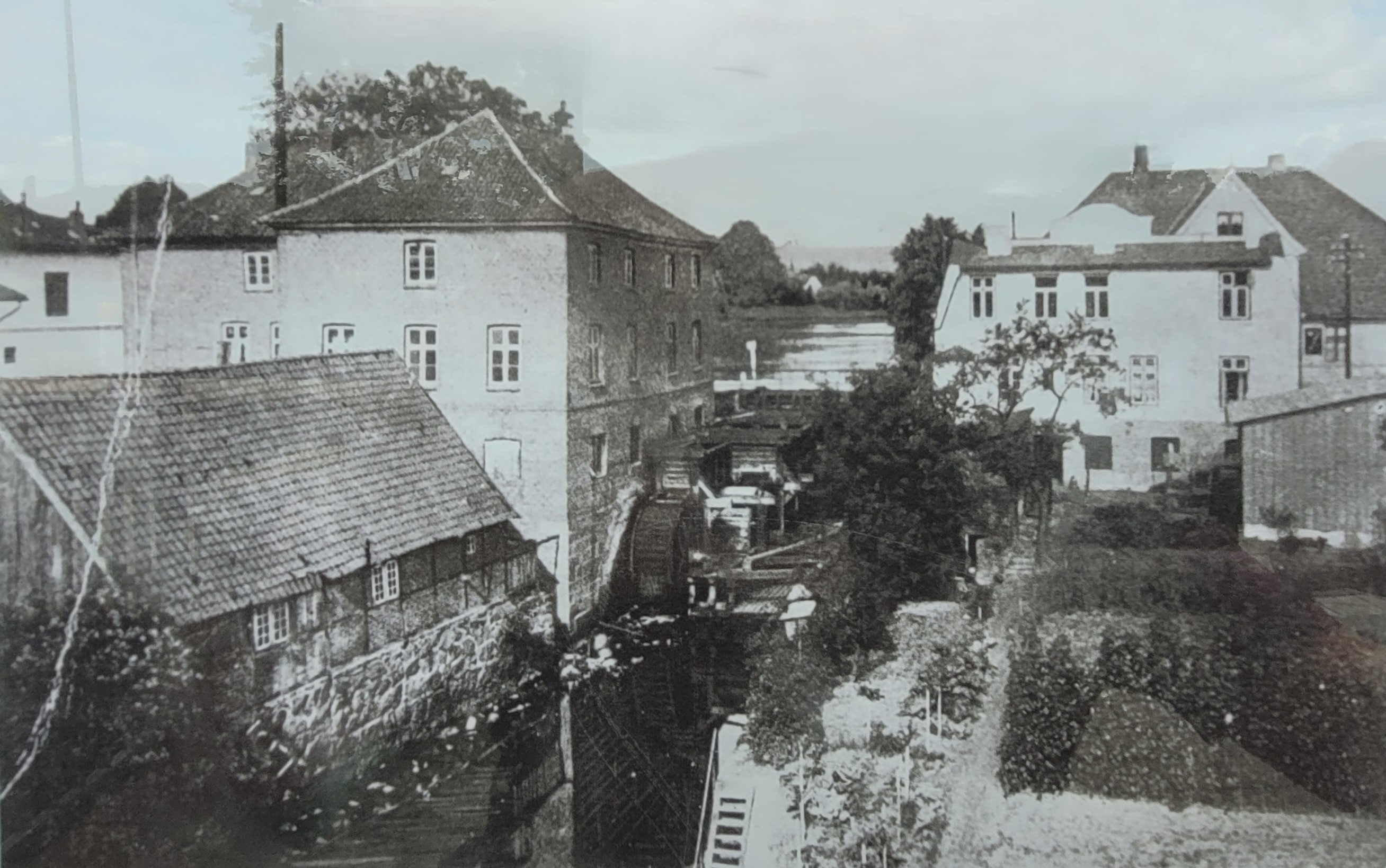
Reinfelder Mühle um 1910, oberhalb der Wehranlage der Herrenteich.

Das Mühlengebäude wurde 2008 abgerissen und durch eine Seniorenwohnanlage ersetzt. Im Untergeschoss des Gebäudes befindet sich heute das Mühlenmuseum Reinfeld.

## Geschichte
Kurze Zeit nach der Gründung des Zisterzienserklosters Reinfeld in den Jahren von 1186 bis 1190 wurde die Heilsau zum Herrenteich aufgestaut, um die Niederung trockenzulegen und Raum für den Ausbau des Klosters zu schaffen. In diesem Zusammenhang wurde die klostereigene Kornmühle an dem angestauten Herrenteich errichtet. Die erste Erwähnung der Mühle geht auf das Jahr 1235 zurück. Für die umliegenden Klosterdörfer und später die Reinfelder Amtsdörfer war die Mühle eine Zwangsmühle, d. h. die Bauern der Dörfer mussten dort ihr Getreide mahlen lassen. Im Jahr 1582 wurden Durchschnittswerte für die Erträge des Klosters aus dem Betrieb der Mühle ermittelt: Mit 60 Tonnen gemahlenem Roggen 120 Mark und 1,5 Tonnen gemahlenem Malz 11 Mark und 4 Schillinge.
Mit der Aufgabe des Klosters im Jahr 1582 und der Übernahme des Gebietes durch Herzog Johann d. J. von Plön, ging auch die Mühle in dessen Besitz über. 1635 brach der Damm des Herrenteichs und unterspülte ehemalige Klostergebäude sowie die alte Klosterkirche derart, dass sie abgetragen werden mussten. Die Kirche wurde 1636 durch einen Neubau auf dem Eichberg ersetzt. 1759 wurde die nunmehr herzöglich-plönsche Korn- und Graupenmühle von Peter Hudemann neu errichtet. Um 1850 gab es größere Modernisierungen an der Mühle, die den Einbau von drei Wasserrädern vorsah.

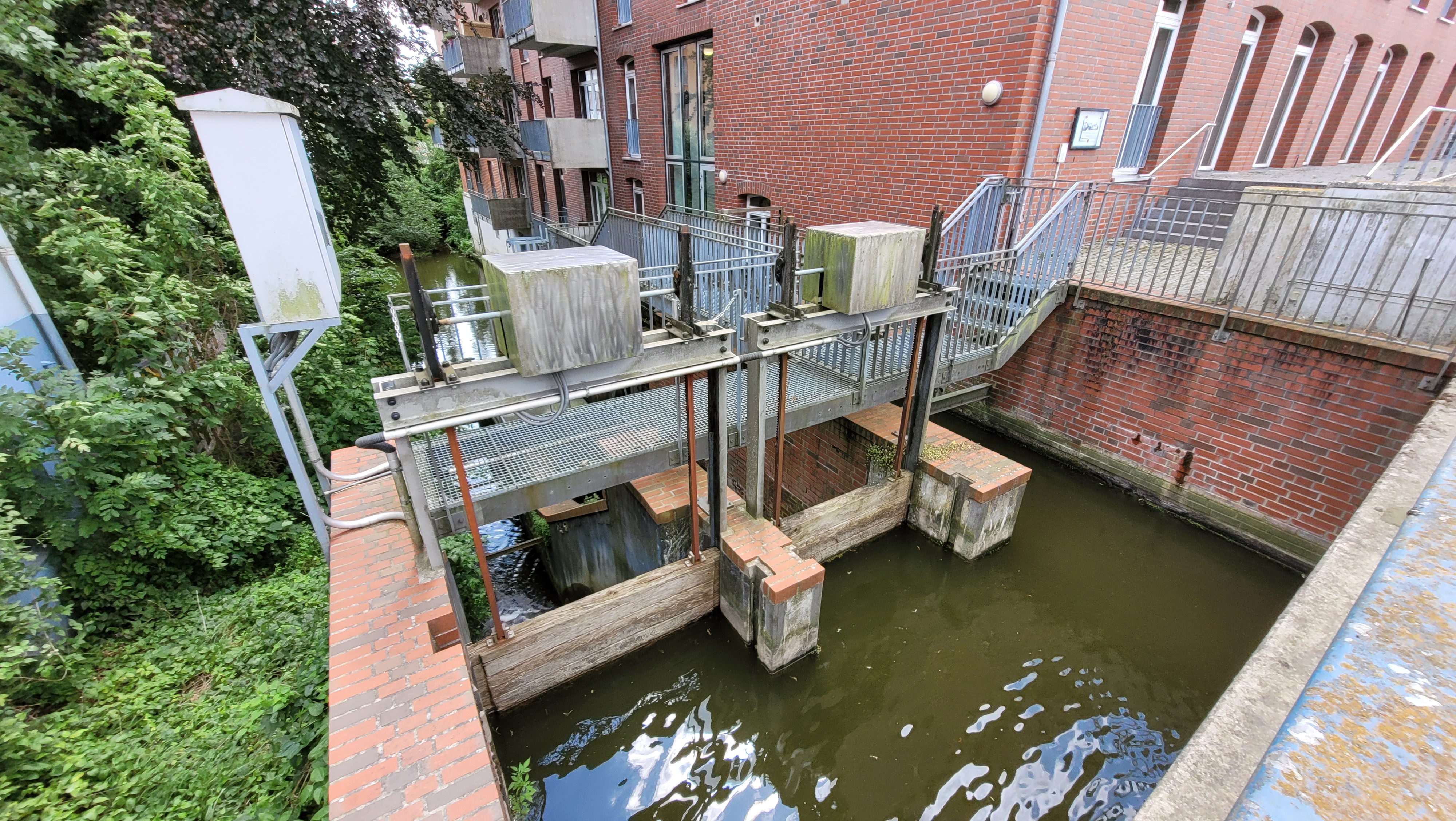
Wehranlage an der ehemaligen Reinfelder Mühle (heute Seniorenwohnanlage), mit der heute der Aufstau des Herrenteichs zur Stromerzeugung genutzt wird.

1916 wurden die Wasserräder gegen eine Turbine ausgetauscht. 1917 erwarb der Müller Bertold Meier die Mühle. Zu Ehren von Matthias Claudius, dem Sohn der Stadt Reinfeld, erhielt im selben Jahr die Mühle den Namen Claudius-Mühle. 1919 wurde die Mühlenanlage durch ein Silo mit einem turmartigen Aufbau an der Mühlenau, dem Ausfluss des Herrenteich, vergrößert.
Nach einem Brand der Mühlenanlage 1943 konnte das Gebäude innerhalb eines Jahres komplett neu aufgebaut werden und schon 1944 wieder den Betrieb aufnehmen. Das in der Mühle erzeugte Roggen- und Weizenmehl wurde unter dem Markennamen „Askania“ vertrieben. Noch 1995 mahlte die Firma Johannes Ströh dort Korn und beschäftigte gemeinsam mit den Gloria-Mühlenwerken in Bad Oldesloe 102 Mitarbeitende. In beiden Werken wurden im Jahr 1995 zusammen 100.000 t Getreide gemahlen. Ein Jahr später stellte das Unternehmen seine Produktion in Reinfeld ein. Danach verfiel das Mühlengelände.
2008 wurde Mühlengebäude abgerissenen. An dessen Stelle wurde 2010 die Seniorenwohnanlage Claudiushof am Herrenteich im Charakter des ehemaligen Mühlengebäudes errichtet. Der Aufstau des Herrenteichs wird heute über eine Turbine und ein modernes, automatisches Wehr zur Stromerzeugung der Seniorenwohnanlage genutzt.

## Mühlenmuseum Reinfeld
Das Mühlenmuseum befindet sich im Souterrain des Claudiushofes am Herrenteich (Zugang über die Wehranlage, siehe Bild). Es zeigt Modelle, Bauzeichnungen und andere Erinnerungsstücke aus der Industriegeschichte der Mühle, wie ein Mahlstuhl aus dem Jahr 1954, Mehlsäcke aus der Zeit des Zweiten Weltkrieges, ein antiker Türgriff in Form einer Ähre, Waagen und andere Geräte aus der Mühle.